# Біла Криниця (річка)
Біла Криниця (інша назва Вапнярка) — річка в Україні, в межах с. Крупець Радивилівського району Рівненської області, ліва притока р. Баранської (басейн Прип'яті).
Назва річки місцева. На сучасних мапах, як і права притока р. Баранської, яка бере початок біля с. Михайлівка, позначена як р. Баранська. Свою назву вона отримала завдяки тому, що джерепа, з яких вона починається, знаходяться в покладах білого каменю-вапняку на початку вулиці Біла Криниця, неподалік зупинки електропоїзда "58 км". В окремі багатоводні роки (найчастіше в період повені) поповнюється водою з-за залізниці (так званого Запотіччя) через прокладену під нею під час спорудження в 1873 році трубу. Закінчується річка  біля с.Гайки, де зливається з правою притокою Баранської. Довжина Білої Криниці 5 км. Річка часто пересихає, в посушливі роки серед літа її русло стає безводним, хоча в джерелах вода є завжди. Тоді в крупецькому ставку, гребля якого перекриває течію, рівень води починає падати і на  зиму він залишається майже безводним. Русло Білої Криниці спрямлене, але прилеглі луги не розорювались, тому в верхній і нижній течії зберігся зозулинець, занесений в Червону книгу України. Від давніх часів на крупецькій греблі був водяний млин, занедбаний в зв'язку з поширенням парових двигунів після першої світової війни. Наприкінці минулого століття під час реконструкції автотраси Київ — Чоп дорогу проклали через ставок, розділивши його на дві нерівні частини. В 2015 р. річка не наповнювалась з джерел навіть весною, течія поновлювалась на дуже короткий період лише після червневих дощів, але до крупецького ставка вона не досягнула.